# Swords and Sorcery
Swords and Sorcery est un jeu vidéo de type dungeon crawler créé par Michael Simpson et Paul Hutchinson et publié par Personal Software Services en 1985 sur ZX Spectrum et Amstrad CPC. Le joueur y incarne un aventurier qui explore un réseau de catacombes afin de collecter les sept pièces d’une armure sacrée. À sa sortie, il est bien accueilli par les critiques qui saluent notamment ses graphismes, ses couleurs, ses animations et son interface graphique,. Il a notamment été désigné jeu du mois par le magazine Computer and Video Games en janvier 1986.

## Accueil
| Swords and Sorcery |      |       |
| Média              | Pays | Notes |
| CVG                | GB   | 8/10  |
| Crash              | GB   | 9/10  |
| Your Sinclair      | GB   | 7/10  |
| Sinclair User      | GB   | 4/5   |